# Leskiopsis
Leskiopsis är ett släkte av tvåvingar. Leskiopsis ingår i familjen parasitflugor.
Kladogram enligt Catalogue of Life:
| Leskiopsis | \| \| Leskiopsis brasiliensis \| \| \| \| \| \| Leskiopsis thecata \| \| \| \| |
|            | \| \| Leskiopsis brasiliensis \| \| \| \| \| \| Leskiopsis thecata \| \| \| \| |
|            | Leskiopsis brasiliensis                                                        |
|            |                                                                                |
|            | Leskiopsis thecata                                                             |
|            |                                                                                |